# Peter Filkins
Peter Filkins (* 7. Januar 1958 in Dalton, Massachusetts, Vereinigte Staaten) ist  ein US-amerikanischer Dichter, Übersetzer, Literaturkritiker, Essayist und Richard B. Fisher Professor der Literatur am Bard College at Simon’s Rock, Great Barrington, Massachusetts.

## Leben
Filkins ist ein Absolvent des Williams College, Williamstown, (B.A.) und der Columbia University, New York, (M.F.A.). Von 1983 bis 1984 lebt er als Fulbright-Stipendiat in Wien. Seit 1988 lehrt er Schreiben und Übersetzen, seit 2006 Literatur des 20. Jahrhunderts, Deutsche Literatur und Übersetzen am Bard College. Als Dichter hat Filkins 7 Bände und als Übersetzer aus dem Deutschen ins amerikanische Englisch Werke von Ingeborg Bachmann, H. G. Adler (Hans Günther Adler), Alois Hotschnig und Bernd Stiegler veröffentlicht. 2005 ist er Preisträger der Amerikanischen Akademie und 2011 DAAD Stipendiat in Berlin, 2012 Stipendiat des Deutschen Literaturarchivs Marbach am Neckar. Er wird für sein Schaffen als Dichter und Übersetzer ausgezeichnet und lebt in Williamstown, Massachusetts.

## Werk
Dichtung
- 1998: What She Knew. Orchises Press, ISBN 978-0-914061-66-3.
- 2002: After Homer. George Braziller, ISBN 978-0807615058.
- 2010: Augustine's Vision. New American Press[9], ISBN 978-0-9817802-9-0.
- 2012: The View We're Granted. Johns Hopkins, ISBN 978-1421406329.
- 2016: To The Eminent Hate Mongers. University of Massachusetts

Übersetzungen
- 1994: Ingeborg Bachmann, Songs in Flight: The Collected Poems of Ingeborg Bachmann. Marsilio Pub. ISBN 978-1-56886-009-1
- 1999: Ingeborg Bachmann, The Book of Franza & Requiem for Fanny Goldmann. Northwestern University Press, ISBN 978-0-8101-1204-9
- 1999: Alois Hotschnig, Leonardo's Hands. University of Nebraska Press, ISBN 978-0-8032-2387-5.
- 2006: Ingeborg Bachmann, Darkness Spoken. Zephyr Press, ISBN 978-0-939010-84-4
- 2008: H. G. Adler, The Journey. Random House 2008, ISBN 978-1-4000-6673-5
- 2011: H. G. Adler, Panorama. Random House, ISBN 978-1-4000-6851-7
- 2013: Bernd Stiegler, Traveling in Place. University of Chicago Press, ISBN 978-0-226-77467-1
- 2014: H. G. Adler, The Wall. Random House, ISBN 978-0-8129-9306-6

Herausgeber
- H. G. Adler, Nach der Befreiung: Ausgewählte Essays zur Geschichte und Soziologie. Hrsg. und mit einem Nachwort von Peter Filkins. Konstanz University Press, Paderborn 2013, ISBN 978-3-86253-041-0.
- H. G. Adler, Orthodoxie des Herzens, Ausgewählte Essays zu Literatur, Judentum und Politik. Hrsg. und mit einem Nachwort von Peter Filkins. Konstanz University Press, Paderborn 2014, ISBN 978-3-86253-055-7

Autor
- H. G. Adler, A Life in many Worlds, Oxford University Press, New York 2019, ISBN 9780190222383[10][11]

## Auszeichnungen
- 2015–2016 National Endowment for the Humanities Fellowship.
- 2014–2015 Fellowship, Leon Levy Center for Biography, CUNY Graduate Center.
- 2012, 2007, 2002, 1997 Fellowships to The MacDowell Colony.
- 2013 Co-winner, Sheila Motton Best Book Award for The View We're Granted, New England Poetry Club.
- 2012 Writer-in-Residence, James Merrill House, Stonington, CT.
- 2012 Marbach Fellowship, Deutsches Literaturarchiv, Marbach, Germany.
- 2011 DAAD Faculty Research Fellowship.
- 2009 New American Press Chapbook Award for Augustine's Vision.
- 2007 Stover Prize in Poetry, Southwest Review.
- 2007 Distinguished Translation Award for Darkness Spoken: The Collected Poems of Ingeborg Bachmann, Austrian Cultural Ministry.
- 2005 Berlin Prize Fellowship, American Academy in Berlin.
- 1998 Finalist Award in Poetry, Massachusetts Cultural Council.
- 1995 Outstanding Translation Award for Songs in Flight: The Collected poems of Ingeborg Bachmann, American Literary Translators Association.
- 1993 Fellowship to Millay Colony of the Arts.
- 1989 Fellowship to Yaddo Artists Colony.
- 1983–1984 Fulbright Grant to Vienna, Austria